# Autostrada A480 (Niemcy)
Autostrada A480 (niem. Bundesautobahn 480 (BAB 480) także Autobahn 480 (A480)) – autostrada w Niemczech przebiegająca na linii wschód-zachód. Składa się z dwóch niepołączonych ze sobą odcinków – pierwszy z nich łączy drogę B277 z autostradą A45, a drugi drogę B429 z autostradą A5 stanowiąc jednocześnie północną obwodnicę Gießen w Hesji.
Brakujący fragment pomiędzy węzłami Wetzlarer Kreuz i Wettenberg nie został zrealizowany z uwagi na wysokie ryzyko ekologiczne.

## Historia
Autostrada była oddawana do ruchu etapowo:
pierwszy ośmiokilometrowy etap Wettenberg-Nordkreuz Gießen oddano w 1975, drugi dziewięciokilometrowy Nordkreuz Gießen-Reiskirchener Dreieck w 1979, trzeci dwukilometrowy Biebertal-Wettenberg w 1981.

## Węzły z innymi autostradami
| Nazwa węzła           | Autostrady | Uwagi                                        |
| --------------------- | ---------- | -------------------------------------------- |
| Wetzlarer Kreuz       | A45        | węzeł w formie krzyża maltańskiego           |
| Gießener Nordkreuz    | A485       | węzeł w formie podwójnej lewostronnej trąbki |
| Reiskirchener Dreieck | A5         | węzeł w formie lewostronnej trąbki           |

## Odcinki międzynarodowe
Autostrada pomiędzy węzłami Wettenberg i Reiskirchener Dreieck na autostradzie A5 jest częścią trasy europejskiej E40.

## Pierwotny projekt
Według pierwotnych planów autostrada A480 miała połączyć Wetzlar i Gießen.